# 二宮敬作
二宮 敬作（にのみや けいさく、文化元年5月10日（1804年6月17日） - 文久2年3月12日（1862年4月10日））は、江戸時代後期の蘭学者・医学者。日本初の女医（産科医）となったシーボルトの娘・楠本イネを養育したことでも知られる。

## 生涯

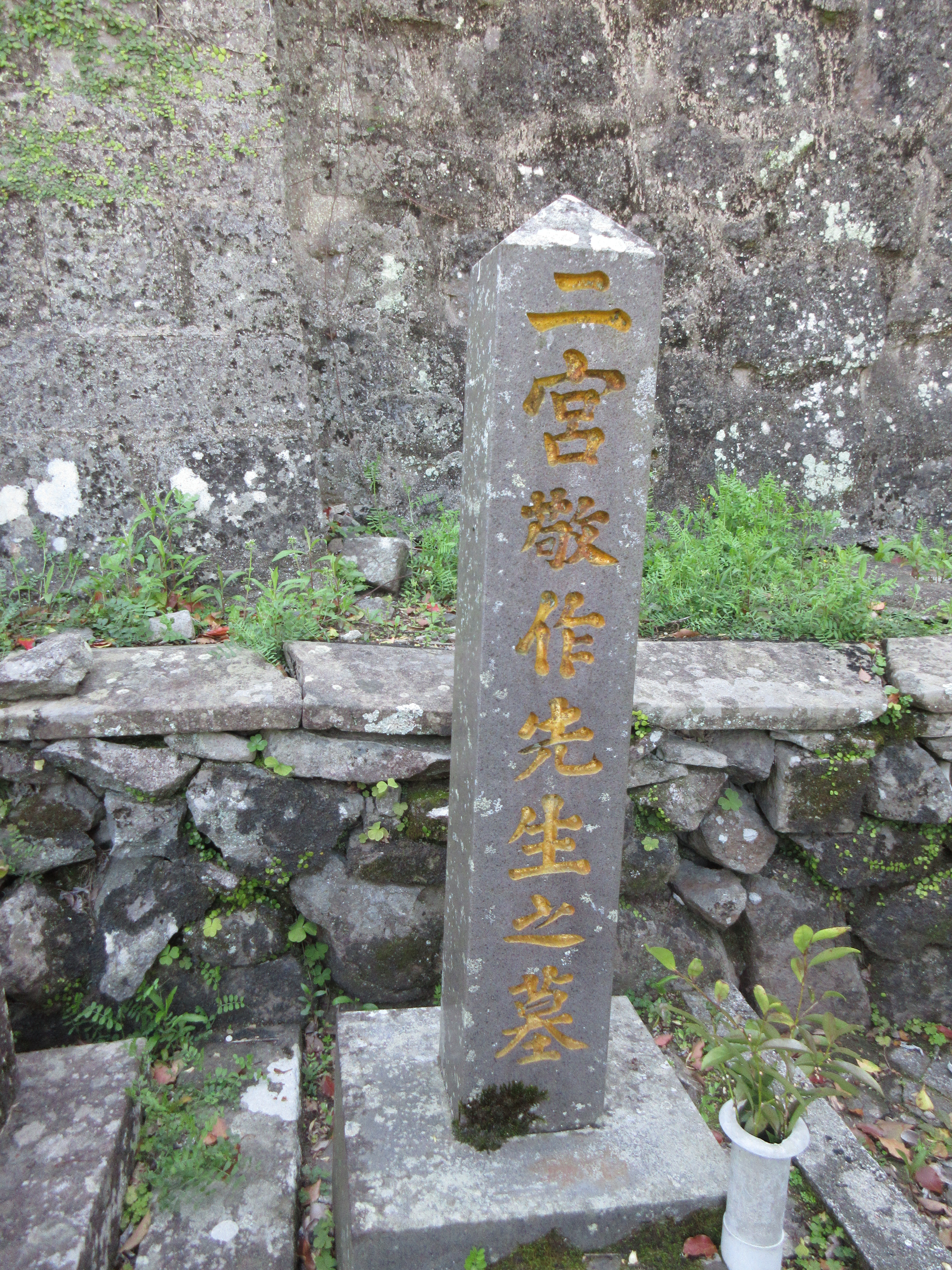
二宮敬作の墓（晧台寺）

文化元年（1804年）、伊予国宇和郡磯崎浦（現・愛媛県八幡浜市保内町磯崎）に生まれる。
文政2年（1819年）、医師を志し長崎へ留学。吉雄権之助や美馬順三に師事し、蘭語・蘭方医学を学んだ後、文政6年（1823年）、ドイツ人医師フィリップ・フランツ・フォン・シーボルトの門弟となり鳴滝塾で学ぶ。文政9年（1826年）、シーボルトの江戸行きに同行し、測量器（水銀気圧計と推察される）を用いて富士山の高度を日本で初めて測量した（シーボルトの母国の恩師への報告によると測量結果は4982mである（『江戸参府紀行』東洋文庫 - シーボルト著））。また、シーボルト著の『日本植物誌』（Flora Japonica）によると、敬作が九州の高山から採取した植物にシーボルトが「ケイサキイアワモチ」（Corylopsis Kesakii）と命名したとされる。
ところが、文政11年（1828年）にシーボルト事件が起き、シーボルトは長崎を去るが、敬作は弟子の高良斉（こうりょうさい）とともに漁師に変装して小舟に乗り、シーボルトを見送ったという。この際に、シーボルトの娘イネの養育を託された。その後、敬作は事件に連座し、半年の入獄ののち、江戸立ち入り禁止され長崎からも追放され、故郷・磯崎に戻った。
天保元年（1833年）、宇和郡卯之町で町医者となり、イネを呼び寄せ養育する。安政5年（1858年）に再び長崎へと赴き、開業医となった。なお、その後敬作が故郷へ帰ることはなかった。
安政6年（1859年）、長崎に再来日したシーボルトと再会した。産科医を開業している娘イネをみて、敬作の義侠に感涙したという。江戸に赴くシーボルトに同行するつもりであったが、病に倒れ果たせなかった。
文久2年（1862年）、長崎にて死去。享年59。墓は長崎の寺町の晧台寺。大正13年（1924年）、正五位を追贈された。

## 人物
- 情にあつく、貧しい人にも献身的な活動で地元民から「医聖」として慕われたほか、宇和島藩主伊達宗城に重用された。医者らや高野長英、村田蔵六（後の大村益次郎）とも親交があった。一方酒乱であり、酔って刃物を抜き家人を追い回すこともあったと言う。そのためか後年脳溢血で倒れた。その後右腕に障害が残ったが手術には誤りがなかったという。

## 備考
- 日本人としてはただ一人だけ『ライプツィヒ版ドイツ百科事典』に「日本の俊才、二宮敬作伝」と記されて、その名を留めている。
- 敬作の生まれた八幡浜市保内町磯崎（いさき）には、国道沿線に「二宮敬作記念公園」がつくられている。
- 敬作の甥でその門人であった三瀬周三は、イネの娘・楠本高子の婿にあたる。
- 大村益次郎を主人公にしたNHK大河ドラマ『花神』では、益次郎と楠本イネを結び付ける重要な役どころとして登場している。演じたのは大滝秀治。